# Чунде
Чунде́ (кит.: 崇德; піньїнь: Chóngdé) або Весіху́н ердему́нгґе (маньчж.: Wesihun erdemungge)  — девіз правління в 1636—1643 роках імператора Хуан Тайцзі династії Цін. Значення — «Шаноблива благодать».

## Таблиця років
| Роки Чунде              | 1    | 2    | 3    | 4    | 5    | 6    | 7    | 8    |
| Григоріанський календар | 1636 | 1637 | 1638 | 1639 | 1640 | 1641 | 1642 | 1643 |
| Шістдесятирічний цикл   | 丙子 | 丁丑 | 戊寅 | 己卯 | 庚辰 | 辛巳 | 壬午 | 癸未 |

## Співвідношеня з іншими девізами
| Династія Цін | Роки Чунде    | 1 | 2  | 3  | 4  | 5  | 6  | 7  | 8  |
| Династія Мін | Роки Чунчжень | 9 | 10 | 11 | 12 | 13 | 14 | 15 | 16 |